# کاتلین پارتریج
کاتلین پارتریج (انگلیسی: Kathleen Partridge؛ ۷ دسامبر ۱۹۶۳- ۱۳ سپتامبر ۲۰۲۱) بازیکن هاکی روی چمن اهل استرالیا بود.